# Giulio Panicali
Giulio Panicali (Torino, 17 febbraio 1899 – Roma, 13 giugno 1987) è stato un attore, doppiatore e direttore del doppiaggio italiano.

## Biografia
Figlio del colonnello dei bersaglieri Oscar Panicali e di Lidia Gazzeri, nel 1934 debuttò al cinema con Tenebre di Guido Brignone e, tra gli anni trenta e quaranta, interpretò altri pochi film come attore. Divenne però una delle colonne nel campo del doppiaggio, prestando la sua inconfondibile voce vellutata, tra gli altri, a Kirk Douglas, Robert Taylor, Tyrone Power, Robert Mitchum, Bing Crosby, Montgomery Clift, Ronald Reagan, Ray Milland, Fred MacMurray, Glenn Ford, Joel McCrea e Henry Fonda. Fu anche la voce narrante del film Paisà (1946) di Roberto Rossellini e doppiò perfino Eduardo De Filippo nel film Traviata '53 (1953). In sala di doppiaggio lavorò spesso con Lydia Simoneschi e con Emilio Cigoli, di cui era anche cognato, avendo sposato nel 1938 Rossana Cortini, sorella della moglie di quest'ultimo. Dall'unione nacquero nel 1939 Lidia (futura moglie di Carlo Giuffré) e, quattro anni più tardi, Francesca Romana.
Attivo anche nel cinema d'animazione Disney, interpretò il Principe in Biancaneve e i sette nani (edizione 1938) e fu una delle voci narranti ne I tre caballeros (1944).
Alle attività di attore e doppiatore affiancò quella di direttore del doppiaggio, dirigendo il doppiaggio di pellicole quali I sette samurai di Akira Kurosawa (1954), Lawrence d'Arabia di David Lean (1962), Agente 007 - Licenza di uccidere (1962) e A 007, dalla Russia con amore (1963) di Terence Young, La grande fuga di John Sturges (1963), Il fantasma del pirata Barbanera di Robert Stevenson (1970) e Remì - Senza famiglia (1970).
Diresse inoltre diversi film e pellicole d'animazione Disney come Lilli e il vagabondo (1955), La carica dei cento e uno (1961), La spada nella roccia (1963), Mary Poppins (1964), Cenerentola (il ridoppiaggio del 1967), Il libro della giungla (1967), Bambi (il ridoppiaggio del 1968), Pomi d'ottone e manici di scopa (1971) e Robin Hood (1973).
Presente nella prosa radiofonica dell'EIAR, dalla metà degli anni trenta, in prevalenza presso gli studi di Radio Roma a via Asiago.
Morì a Roma il 13 giugno 1987, all'età di 88 anni. È stato sepolto presso il cimitero di Prima Porta.

## Filmografia

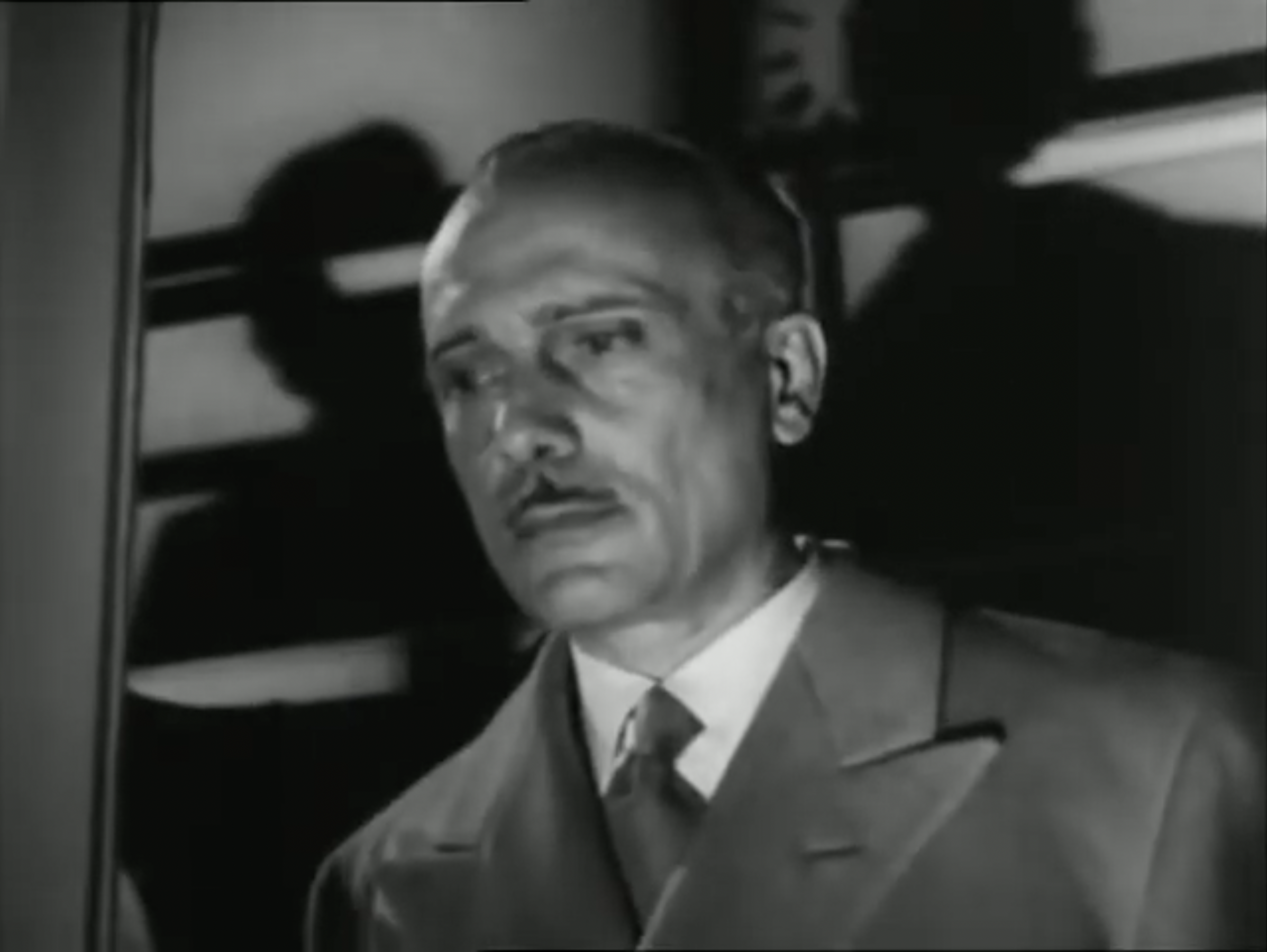
Giulio Panicali in Disperato addio (1955)

- Tenebre, regia di Guido Brignone (1934)
- L'eredità in corsa, regia di Oreste Biancoli (1939)
- Giù il sipario, regia di Raffaello Matarazzo (1940)
- La donna del peccato, regia di Harry Hasso (1940)
- È caduta una donna, regia di Alfredo Guarini (1941)
- Labbra serrate, regia di Mario Mattoli (1942)
- Le due orfanelle, regia di Carmine Gallone (1942)
- Bengasi, regia di Augusto Genina (1942)
- Disperato addio, regia di Lionello De Felice (1955)

## Prosa radiofonica EIAR
- Rinascita, commedia di Ferruccio Cerio, regia di Aldo Silvani, trsmessa il 7 gennaio 1937
- Le ombre del cuore di Alberto Casella, regia di Aldo Silvani, trasmessa il 14 gennaio 1938
- Anche a Chicago nascon le violette, commedia di Buzzichini e Casella, regia di Guglielmo Morandi, trasmessa 8 marzo 1939

## Prosa radiofonica Rai
- Vita in due, di André Maurois, episodi settimanali con Lydia Simoneschi e Giulio Panicali, regia di Nino Meloni, 1951

## Doppiaggio

Dhia Cristiani e Giulio Panicali in sala di doppiaggio nel 1947

### Film
- Tyrone Power in La rosa di Washington, I Lloyds di Londra, La lunga linea grigia, Il mio avventuriero, L'uomo dell'est, Moglie di giorno, La fiera delle illusioni, Quel meraviglioso desiderio, La rosa nera, Sangue e arena, Il sole sorgerà ancora, L'ultima freccia, Jess il bandito, Il principe delle volpi, Il cigno nero, L'isola del desiderio, Agguato sul fondo, L'avventuriero della Luisiana, Il capitano di Castiglia, La grande missione, Carovana verso il Sud, Corriere diplomatico, Il filo del rasoio, La grande passione, I guerriglieri delle Filippine, Incantesimo, L'incendio di Chicago, La carica dei Kyber

- Bing Crosby in Signorine, non guardate i marinai, È arrivato lo sposo, Facciamo l'amore, La gioia della vita, In due è un'altra cosa, La principessa di Bali, Quadriglia d'amore, Cieli azzurri, Il sogno dei miei vent'anni, La taverna dell'allegria, La ragazza di campagna, Avventura a Zanzibar, Alta società, Dinne una per me, Assedio d'amore, La danzatrice di Singapore, Avventura al Marocco, Astronauti per forza, Per ritrovarti, Benvenuto straniero!, Bianco Natale, I cercatori d'oro, Arriva Jesse James, Avventura in Brasile, La pietra dello scandalo, Rivista di stelle

- Robert Taylor in Proprietà riservata, La valle dei re, L'ultima caccia, Terra selvaggia, Lo sperone insanguinato, Sorvegliato speciale, Senza scampo, Il prezzo del dovere, Il ponte di Waterloo, Il passo del diavolo, Operazione Normandia, L'imboscata, Un napoletano nel Far West, I fratelli senza paura, I filibustieri della finanza, Donne verso l'ignoto, Corruzione, Contrabbando sul Mediterraneo, I cavalieri della tavola rotonda, Cavalca vaquero!, L'arciere del re, Ivanhoe, Margherita Gauthier, Alto tradimento

- Robert Mitchum in Le catene della colpa, Il suo tipo di donna, L'avventuriero di Macao, Il temerario, Nessuno resta solo, La morte corre sul fiume, Fuoco nella stiva, L'erba del vicino è sempre più verde, Tempeste sul Congo, Voglio essere tua, Bella ma pericolosa, Bandido, La gang, Il contrabbandiere, Spionaggio internazionale, Il meraviglioso paese, Il segreto del medaglione, Il filibustiere della costa d'oro, Duello sulla Sierra Madre, Una rosa bianca per Giulia, Sangue sulla luna, Seduzione mortale, Operazione Z

- Ray Milland in Giorni perduti, Beau Geste, Il tempo si è fermato, Amarti è la mia dannazione, Vento selvaggio, Signorine, non guardate i marinai, Il prigioniero del terrore, Il verdetto, Gli ostaggi, La casa sulla scogliera, Frutto proibito, Giamaica, Perdonami se ho peccato, Solitudine, Passione di zingara, Le schiave della città, La donna di quella notte, Arrivederci in Francia, Il gatto milionario, L'estrema rinuncia, La sconfitta di Satana

- Kirk Douglas in Sette giorni a maggio, Parigi brucia?, Atto d'amore, La cara segretaria, Il cacciatore di indiani, Lettera a tre mogli, L'occhio caldo del cielo, Solo sotto le stelle, Le mura di Gerico, Spartacus, Il lutto si addice ad Elettra, Orizzonti di gloria, I vichinghi, Ventimila leghe sotto i mari, I cinque volti dell'assassino

- Cornel Wilde in Ambra, I quattro rivali, Due bandiere all'ovest, Oltre Mombasa, L'uomo dei miei sogni, Il più grande spettacolo del mondo, L'eterna armonia, Saadia, Fiori nel fango, La donna venduta, Il mondo è delle donne, Il figlio di Robin Hood, La conquista della California, Sull'orlo dell'abisso

- Dana Andrews in Salerno, ora X, La porta dell'inferno, 3 ore per uccidere, Le rane del mare, Di fronte all'uragano, Così vinsi la guerra, I conquistatori, La saga dei comanches, La straniera, La grande cavalcata, Spada nel deserto, Duello nella giungla
- John Lund in A ciascuno il suo destino, La storia di Pearl White, Scandalo internazionale, La notte ha mille occhi, Non voglio perderti, La madre dello sposo, Nervi d'acciaio, I cari parenti, La mia amica Irma, Cinque colpi di pistola, Irma va a Hollywood, La mia donna è un angelo
- Ronald Reagan in Bonzo la scimmia sapiente, L'assedio di Fort Point, Il talismano della Cina, Amo Luisa disperatamente, Il giustiziere dei tropici, Il giustiziere, Delitti senza castigo, Angeli senza cielo, La sposa rubata, Sempre più notte, Età inquieta, Acciaio umano

- Henry Fonda in La parola ai giurati, Il giorno più lungo, Appuntamento sotto il letto, L'uomo questo dominatore, Il terzo delitto, Sono innocente, Prima vittoria, Tempesta su Washington, Il falco del nord, Ragazze che sognano, Marco il ribelle
- Glenn Ford in Il seme della violenza, L'imputato deve morire, Alla larga dal mare, Avvocato di me stesso, Il ricatto più vile, Oltre il destino, La pistola sepolta, Il guanto verde, L'americano, Cowboy, Quel treno per Yuma
- Fred MacMurray in La fiamma del peccato, Singapore, I due capitani, Capitano Eddie, Io e l'uovo, Il miracolo delle campane, Abbandonata in viaggio di nozze, Quella che avrei dovuto sposare, La strada della felicità, La parata dell'impossibile, Gli amori di Cristina

- John Hodiak in Le ragazze di Harvey, Furia nel deserto, La lunga attesa, Suprema decisione, Bastogne, Malesia, Addio signora Miniver, Omertà, Il cacciatore del Missouri, Difendete la città

- Fredric March in Gli amori di Benvenuto Cellini, La famiglia Barrett, Maria di Scozia, Anna Karenina, Peccatrici folli, Il segno della croce, Un piede in paradiso, Così finisce la nostra notte, L'amore bussa tre volte

- Charles Boyer in Mayerling, Gli amanti, Il carnevale della vita, Fra le tue braccia, Il giardino di Allah, Il sorriso della Gioconda, Un grande amore, Il granduca e mister Pimm
- Frank Latimore in Core 'ngrato, Una donna ha ucciso, Napoletani a Milano, Cagliostro, Il caimano del Piave, Sul ponte dei sospiri, L'ultimo amante, Tre storie proibite
- Edmond O'Brien in I gangsters, Un'altra parte della foresta, La telefonista della Casa Bianca, Il delitto del giudice, Furore sulla città, Terrore a Shanghai, L'uomo di Alcatraz, Ore di angoscia
- John Payne in Verso le coste di Tripoli, Tra le nevi sarò tua, Ladri in guanti gialli, L'aquila e il falco, I pirati dei sette mari, La primula rossa del Sud, Satank, la freccia che uccide, Il demone dell'isola

- Jean Marais in L'immortale leggenda, Carmen, La bella e la bestia, L'aquila a due teste, L'amante di una notte, I miracoli non si ripetono, Eliana e gli uomini
- James Mason in Lolita, Giulio Cesare, Il prigioniero di Zenda, Accadde a Berlino, Storia di tre amori, Il suo angelo custode, Amori di una calda estate
- Joel McCrea in Ambizione, I dimenticati, Un mondo che sorge, Il virginiano, Il complice segreto, La fine di un tiranno, Vagabondo a cavallo
- Franchot Tone in Acque scure, I cinque segreti del deserto, La commedia è finita, Le conseguenze di un bacio, La donna fantasma, Un'ora prima dell'alba, Una ragazza per bene

- Don Ameche ne Il cielo può attendere, Il canto del fiume, Chi dice donna..., Un genio in famiglia, Questo è il mio uomo, La signora di mezzanotte
- Montgomery Clift in La città assediata, Un posto al sole, L'ereditiera, Io confesso, Da qui all'eternità, Stazione Termini
- Tony Curtis in Non c'è posto per lo sposo, Il mago Houdini, Il principe ladro, Contrabbandieri a Macao, Il figlio di Alì Babà, Furia e passione
- Howard Duff in Forza bruta, La città nuda, Erano tutti miei figli, Cocaina, Il figlio del delitto, Trafficanti d'uomini
- Jon Hall in Le mille e una notte, Alì Babà e i 40 ladroni, I briganti, La carovana dei ribelli, La schiava del Sudan, Selvaggia bianca
- Dick Powell in Avvenne domani, La legione dei condannati, L'ombra del passato, Il bruto e la bella, Il messicano, Testa rossa

- Scott Brady in La bella preda, Chicago, bolgia infernale, La frontiera indomita, Il pirata yankee, Johnny Guitar
- George Brent in Il velo dipinto, Gli amori di una spia, Gli amori di Susanna, Tre figli in gamba, La vergine di Tripoli
- Enzo Fiermonte in Beatrice Cenci, L'ultima carrozzella, Non canto più, L'abito nero da sposa, Lo sparviero del Nilo
- Massimo Girotti in Dora Nelson, Un pilota ritorna, Desiderio, La Venere di Cheronea, I giganti della Tessaglia (Gli Argonauti)
- Fess Parker in Carovana verso il West, Le 22 spie dell'Unione, Le avventure di Davy Crockett, Davy Crockett e i pirati, Johnny, l'indiano bianco
- Robert Preston in La via dei giganti, Giubbe rosse, Notti birmane, L'isola della gloria, Passione selvaggia
- Massimo Serato in Giacomo l'idealista, Quartieri alti, Il ladro di Venezia, I cavalieri dalle maschere nere (I Beati Paoli), Pietà per chi cade
- Osvaldo Valenti in Il fornaretto di Venezia, Fanfulla da Lodi, Boccaccio, Giuliano de' Medici, Fedora
- Robert Young in Passaggio a Nord-Ovest, La saga dei Forsyte, Il molto onorevole Mr. Pulham, Governante rubacuori, Odio implacabile

- Joseph Cotten in L'orgoglio degli Amberson, Il terzo uomo, Duello al sole, Terrore sul Mar Nero
- Douglas Fairbanks Jr. in Angeli del peccato, I vendicatori, Il dominatore del mare, Re in esilio
- Victor Mature in I misteri di Shanghai, Il bacio della morte, L'urlo della città, Una famiglia sottosopra
- David Niven in Carlo di Scozia, Un matrimonio ideale, L'amore è bello, Il nemico amato
- Gérard Philipe in La Certosa di Parma, I sette peccati capitali, Le amanti di Monsieur Ripois, Grandi manovre
- Luigi Tosi in Fiori d'arancio, Tombolo, paradiso nero, Il grido della terra, Il Cristo proibito
- Forrest Tucker in I rapinatori, Il sentiero degli Apaches, I lancieri del Dakota, Frecce avvelenate

- Jean-Pierre Aumont in Lili, Scheherazade, La croce di Lorena
- Richard Basehart in La gabbia di ferro, La mano dello straniero, Jovanka e le altre
- Rossano Brazzi in Il Passatore, Prigioniera della torre di fuoco, La battaglia di Austerlitz
- Macdonald Carey in Azzardo, L'uomo che vorrei, I cavalieri dell'onore
- Melvyn Douglas in Capitani coraggiosi, Ciò che si chiama amore, Tutti baciarono la sposa
- Pierre Fresnay in Mademoiselle Docteur, La grande illusione, L'assassino abita al 21
- William Holden in Il vagabondo della foresta, Amore sotto i tetti, Segretaria tutto fare
- Luis Induni in I tre spietati, I due violenti, I sette del Texas
- Ben Johnson in La carovana dei mormoni, I cavalieri del Nord Ovest, Il terrore dei Navajos
- Alan Ladd in Berretti rossi, La legione del Sahara, Il disertore
- Gérard Landry in Tua per la vita, Rigoletto e la sua tragedia, Trapezio
- Peter Lawford in Exodus, Colpo grosso, La ragazza del secolo
- George Montgomery in Rocce rosse, Sterminio sul grande sentiero, La spia delle giubbe rosse
- Robert Montgomery in Follia (ridoppiaggio), Fiesta e sangue, Gli ultimi giorni di uno scapolo
- Aldo Ray in L'alibi sotto la neve, Uomini in guerra, Il piccolo campo
- John Wayne in La belva umana, In nome di Dio, Dakota
- Richard Widmark in Stato d'allarme, Vincitori e vinti, La tua bocca brucia

- Max Adrian in Enrico V
- Brian Aherne in T'amerò follemente
- Rico Alaniz in I magnifici sette
- Eddie Albert in L'ultimo treno da Vienna
- John Alvin in Il pozzo maledetto
- Warner Anderson in Pietà per i giusti
- Keith Andes in Tora! Tora! Tora!
- Fred Astaire in L'inferno di cristallo
- Lew Ayres in Lo specchio scuro
- Stanley Baker in Alessandro il Grande
- Steve Barclay in La fine della signora Wallace, Il capitano nero
- Robert Beatty in Le avventure del capitano Hornblower, il temerario
- Jacques Berthier in I tre moschettieri
- Lyle Bettger in Gli amanti dei 5 mari
- Charles Bickford in Il grande paese
- Whit Bissell in I rivoltosi di Boston
- Pinkas Braun in ...4..3..2..1...morte
- André Burgère in Terra di fuoco
- Rory Calhoun in I lancieri del deserto, Il tesoro di Pancho Villa
- David Clarke in Gli occhi del testimone
- Colin Clive in Frankenstein
- Gary Cooper in Vera Cruz
- Wendell Corey in Il grande coltello
- Ward Costello in Guadalcanal ora zero
- Buster Crabbe in I pistoleri maledetti
- Marcel Dalio in La grande razzia
- Anthony Dawson in Agente 007 - Thunderball (Operazione tuono)
- Don DeFore in La città nera
- John Dehner in Gli avventurieri di Plymouth
- Ivan Desny in Frou-Frou
- Anthony Dexter in Rodolfo Valentino, Salvate il re
- George Dolenz in Mia cugina Rachele, L'ultima volta che vidi Parigi
- Robert Donat in La cittadella, Il fantasma galante (ridoppiaggio)
- Robert Douglas in Kim, Elena di Troia
- William Eythe in Bernadette
- Harry Feist in Roma città aperta
- Mel Ferrer in Rancho Notorious
- Errol Flynn in Istanbul
- Wallace Ford in Il traditore
- Arthur Franz in Iwo Jima, deserto di fuoco
- Joseph Furst in Agente 007 - Una cascata di diamanti
- Clark Gable in Mare caldo
- Richard Gaines in Gli invincibili
- John Gallandet in A sangue freddo
- Georges Galley in Il diavolo in convento
- John Garfield in C'è sempre un domani, Le forze del male
- Larry Gates in La calda notte dell'ispettore Tibbs
- Lowell Gilmore in Il ritratto di Dorian Gray
- Cary Grant in Fuggiamo insieme
- Jack Gwillim in I figli del capitano Grant, Patton, generale d'acciaio
- Rex Harrison in Marciapiedi della metropoli
- Richard Hart in Il delfino verde
- Louis Hayward in La maschera di ferro, Figlio, figlio mio!
- Fred Hennings in 1º aprile 2000!
- Paul Henreid in Nel mar dei Caraibi
- Claus Holm in Il sepolcro indiano
- Leslie Howard in Giulietta e Romeo
- Rock Hudson in Gli sparvieri dello stretto
- Ralph Ince in Piccolo Cesare
- Louis Jourdan in Il caso Paradine, Tra moglie e marito
- Joseph Kearns in Anatomia di un omicidio
- Brian Keith in 5 contro il casinò
- Gene Kelly in Vacanze di Natale
- Paul Kelly in La maschera di fango
- Dennis King in Fra Diavolo
- Otto Kruger in Incatenata
- Martin Landau in La più grande storia mai raccontata
- John Larkin in I cacciatori del lago d'argento
- Mark Lenard in Impiccalo più in alto
- John Lodge in Batticuore
- Robert Lowery in McLintock!
- Ian MacDonald in Mezzogiorno di fuoco
- Alan Marshal in Maria Walewska, Le bianche scogliere di Dover
- Strother Martin in Prima linea
- Gary Merrill in Giungla umana
- Ricardo Montalbán in Il marchio del rinnegato
- Douglass Montgomery in Sinfonia fatale
- Kenneth More in Arrivò l'alba
- Paul Muni in Scarface - Lo sfregiato
- Dick Nelson in Ciao amici!
- Dennis O'Keefe in I conquistatori dei sette mari, La storia del dottor Wassell
- Laurence Olivier in Il masnadiero
- Jerry Paris in Marty, vita di un timido
- Richard Peel in L'affittacamere
- Eric Portman in Stato d'allarme
- Vasa Prihoda in Una donna tra due mondi
- William Prince in La sete dell'oro
- Anthony Quayle in Lawrence d'Arabia
- Anthony Quinn in Gli eroi del Pacifico
- George Raft in Sono colpevole
- Basil Rathbone in Uno scozzese alla corte del Gran Kan (ridoppiaggio)
- Michael Rennie in Mambo
- Pierre Repp in I 400 colpi
- Fernando Rey in Il ritorno dei magnifici sette
- Roberto Rey in Finisce sempre così, Buongiorno, Madrid!
- Ralph Richardson in Chi giace nella culla della zia Ruth?
- Pierre Richard-Willm in Il conte di Montecristo, La rivincita di Montecristo
- George Rigaud in Tutto finisce all'alba
- Dale Robertson in L'inafferrabile
- Jean Rochefort in La meravigliosa Angelica
- Erik Rolf in I racconti dello zio Tom
- Charles Ruggles in Il cowboy con il velo da sposa
- Robert Ryan in Lo sbarco di Anzio
- Paul Scofield in Il treno
- Randolph Scott in Sorgenti d'oro
- Michel Serrault in I diabolici
- Robert Stack in El Tigre
- Mark Stevens in Gli ammutinati dell'Atlantico
- Barry Sullivan in Ape regina
- David Tomlinson in Tom Jones
- Edward Underdown in Il tesoro dell'Africa
- Rodolfo Valentino in Il figlio dello sceicco (ruolo di Ahmed, versione sonorizzata del 1946)
- Peter van Eyck in Marinai del re
- Henri Vidal in Attila
- Anton Walbrook in Duello a Berlino
- Robert Walker in Da quando te ne andasti, L'ora di New York
- Eli Wallach in Giallo a Creta
- Richard Wattis in Okay Parigi!, Il giro del mondo in 80 giorni
- Henry Wilcoxon in Cleopatra
- Joseph Wiseman in Agente 007 - Licenza di uccidere
- Donald Woods in L'uomo meraviglia
- Carleton Young in L'ultima minaccia
- Gig Young in La strega rossa
- Friedrich Benfer in Lucrezia Borgia, Mamma
- Andrea Bosic in I pirati della Malesia
- Giuseppe Addobbati in Violette nei capelli
- Sennuccio Benelli in Noi vivi, Addio Kira!
- Luciano Benetti in Il figlio dello sceicco
- Piero Bonifazi in Tentazione
- Aldo Bufi Landi in Il bacio di una morta
- Aldo Capacci in La bisbetica domata
- Andrea Checchi in Achtung! Banditi!
- Walter Chiari in Che tempi!
- Luigi Cimara in Cinque poveri in automobile
- Leonardo Cortese in Il fiacre n. 13
- Giorgio Costantini in Capitan Fracassa
- Erno Crisa in L'oro di Napoli
- Cesare Danova in I tre corsari
- Eduardo De Filippo in Traviata '53
- Mino Doro in Cuori nella tormenta, Inviati speciali
- Mirko Ellis in Inganno
- Nunzio Filogamo in La vita torna
- Fedele Gentile in Anime in tumulto
- Adolfo Geri in Traviata '53
- Ettore Giannini in Europa '51
- Claudio Gora in Mater dolorosa
- Gualtiero Isnenghi in Cortocircuito
- Guido Lazzarini in Il carnevale di Venezia
- Walter Lazzaro in La fornarina
- Carlo Lodovici in Le scarpe al sole
- Piero Lulli in Giulio Cesare contro i pirati
- Marcello Mastroianni in Cuori sul mare
- Guido Morisi in Nebbie sul mare
- Aldo Nicodemi in I miserabili, Il cavaliere misterioso
- Guido Notari in Gente dell'aria, Spie fra le eliche
- Mimmo Palmara in Come rubare la corona d'Inghilterra
- Giuseppe Porelli in Margherita fra i tre
- Alberto Rabagliati in Natale al campo 119
- Ermanno Randi in Anni difficili
- Renzo Ricci in Nerone e Messalina
- Adriano Rimoldi in Atollo K
- Giuseppe Rinaldi in Il prigioniero di Santa Cruz
- Riccardo Rioli in Il maestro di Don Giovanni
- Giacomo Rondinella in Porca miseria!
- Aldo Rubens in La casa senza tempo
- Mario Sailer in La vita semplice
- Enrico Maria Salerno in Siluri umani
- Ugo Sasso in Rita da Cascia
- Mario Sponza in Stromboli (Terra di Dio)
- Alberto Tavazzi in L'uomo dalla croce
- Otello Toso in La sua strada
- Raf Vallone in Cuori senza frontiere
- Alfredo Varelli in La cena delle beffe, Io, Amleto

- Voce narrante in Va' e uccidi, Il grande dittatore, I miserabili, I cannoni di Navarone, Dopo Waterloo, L'oro di Mackenna, Pastor Angelicus, Paisà, Fifa e arena, L'inafferrabile 12, 1º aprile 2000!

### Film d'animazione
- Principe azzurro in Biancaneve e i sette nani (dialoghi)
- Sceicco Jafar in La rosa di Bagdad
- Voce narrante in I tre caballeros